# Pojivo
Pojivo je vazná látka spojující částice jiné tuhé hmoty v celek.

## Ve stavebnictví
Ve stavebnictví se pojiva nejčastěji používají rozpuštěná ve vodě. Rozlišujeme základní dva druhy pojiv podle prostředí, v němž tuhnou: jsou to pojiva vzdušná a hydraulická. Nejběžnějším vzdušným pojivem je vápno a sádra, nejběžnějším hydraulickým pojivem je cement.

### Použití
Ve stavebnictví se pojiva používají hlavně na malty a omítky, také na nátěry, suché směsi, pojivo do betonu, vytváření štuku a tak dále. Čím větší je podíl pojiva ve směsi (maltě, betonu atd.), tím pevnější bude po ztuhnutí. Protože však některá pojiva při tuhnutí zmenšují objem, může příliš „mastná“ směs také praskat.

## Jiná použití
Pojiva se používají při výrobě barev, kde se jimi vážou pigmenty, a pojivem může být arabská guma, škrob, různé oleje nebo umělé hmoty.